# Pták Noh

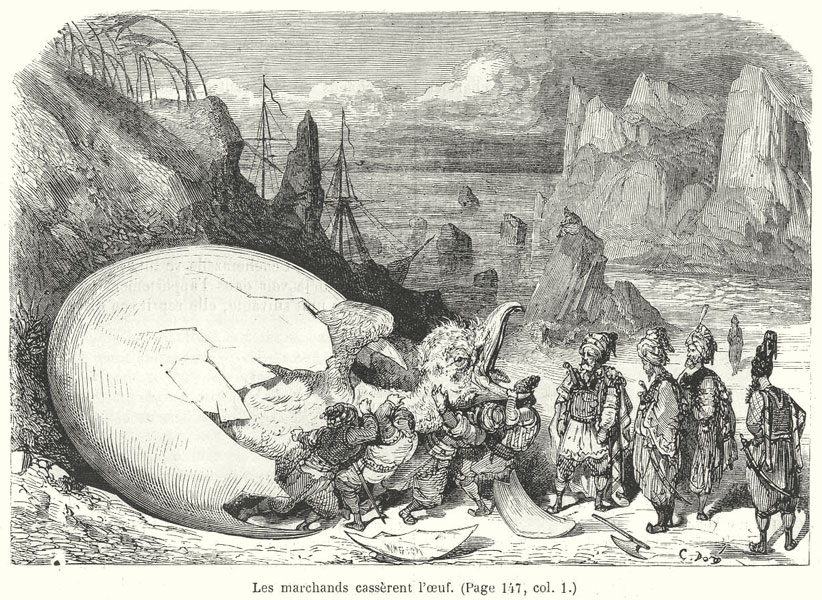
Sindibád – kupci rozbíjejí Nohovo vejce

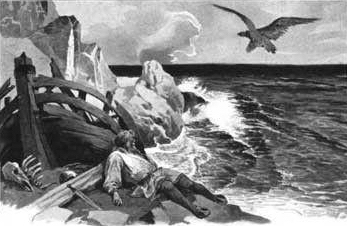
Věnceslav Černý: il. k Starým pověstem českým (pták Noh odnáší Bruncvíka)

Pták Noh je bájný tvor, vyskytuje se například ve Starých pověstech českých nebo i v několika slovenských pohádkách. Jedná se o obrovského ptáka, jenž má takovou sílu, že unese dospělého člověka. V pověsti o Bruncvíkovi, kterou zaznamenal Alois Jirásek, Bruncvík ztroskotá na ostrově s Jantarovou horou, která kouzelnou mocí všechny lodě v okruhu padesáti mil přitáhne k sobě. Je zašit do koňské kůže a pták Noh jej odnese pryč z ostrova.
Pták Noh je někdy ztotožňován s gryfem. Jeho předobrazem je pravděpodobně pták Ruch (رخ roch), který pochází z perské mytologie a pověsti o tomto obřím ptákovi se staly dobře známými v křesťanské Evropě. V pohádkách Tisíce a jedné noci ptáka Rucha potká námořník Sindibád na druhé ze svých sedmi cest.
Benjamín z Tudely vypráví příběh o námořnících ztroskotaných na pustém ostrově, kteří se zašili do volských kůží a pták Ruch je odnesl z ostrova. O Ruchovi se zmiňuje Marco Polo, který ho připodobňuje k orlu a píše, že má takovou sílu, že unese dospělého slona. O Ruchových vejcích a síle se zmiňuje také Mapa otce Maura z roku 1456.